# Dorothy Tutin
Dorothy Tutin (ur. 8 kwietnia 1931 w Londynie, zm. 6 sierpnia 2001 tamże) – angielska aktorka.

## Życiorys
Od 1949 występowała w teatrach w Londynie (Old Vic Theatre, Royal Shakespeare Company, Royal Court Theatre). Grała role w klasycznych dramatach, m.in. Szekspira (jako Julia w Romeo i Julii, Kressyda w Troilusie i Kresydzie), Czechowa (jako Waria w Wiśniowym sadzie), Ibsena i współczesnych – m.in. Anouilha, Greene'a i Osborne’a. Występowała również w filmach (Dziki Mesjasz, Opowieść o dwóch miastach, Cromwell, Bądźmy poważni na serio, serial Robin z Sherwood).